# N’Gagam
N’Gagam (auch: M’Gagam, Ngagam, Ngaguam, N’Guaguam) ist ein Dorf in der Landgemeinde Gueskérou in Niger.

## Geographie

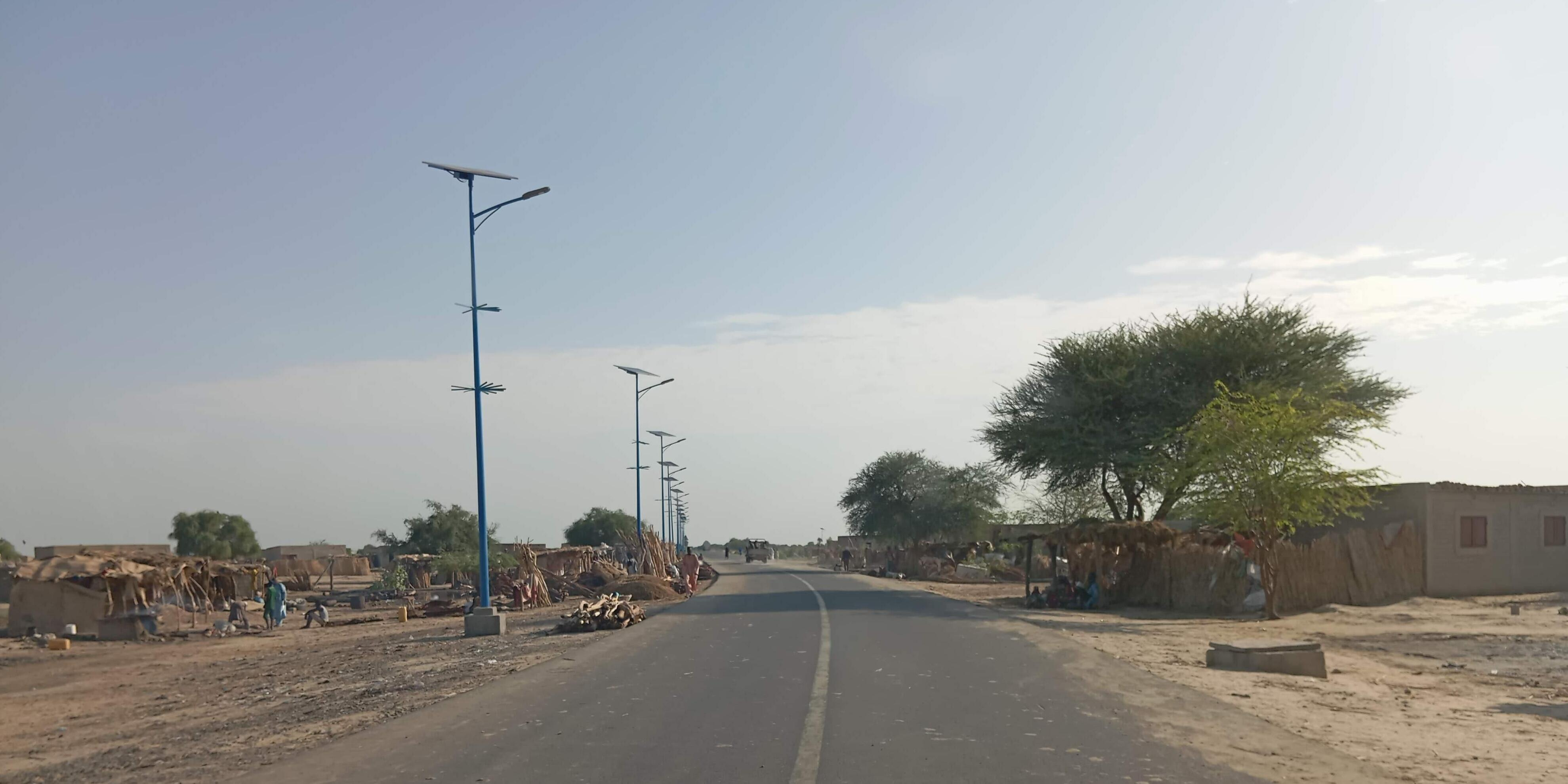
Ortszentrum von N’Gagam (2024)

Das Dorf befindet sich rund sieben Kilometer nördlich des Hauptorts Gueskérou der gleichnamigen Landgemeinde, die zum Departement Diffa in der gleichnamigen Region Diffa gehört. Zu den weiteren Siedlungen in der Umgebung von N’Gagam zählen Bandi im Südosten und Waragou im Südwesten.
N’Gagam ist Teil der 860.000 Hektar großen Important Bird Area des Graslands und der Feuchtgebiete von Diffa. Zu den in der Zone beobachteten Vogelarten zählen Arabientrappen, Beaudouin-Schlangenadler, Braunrücken-Goldsperlinge, Fuchsfalken, Nordafrikanische Lachtauben, Nubiertrappen, Prachtnachtschwalben, Purpurglanzstare, Rothalsfalken, Sperbergeier und Wüstenspechte als ständige Bewohner sowie Rötelfalken, Steppenweihen und Uferschnepfen als Wintergäste.

## Geschichte
Wegen des islamistischen Terrors von Boko Haram flüchteten im Juli 2016 Tausende Menschen aus dem Dorf Barwa am Tschadsee nach N’Gagam. Hier lebten Ende 2016 allein 5210 Kinder und Jugendliche im Alter von 4 bis 19 Jahren, die Flüchtlinge, Rückkehrer oder Binnenvertriebene waren. In der Nacht vom 23. auf den 24. März 2019 wurde auch N’Gagam angegriffen, wobei sechs Menschen getötet wurden und der Markt in Brand gesteckt wurde. Die Vertriebenen aus Barwa flohen daraufhin weiter nach Kindjandi und Diffa. Mutmaßliche Dschihadisten entführten am 11. und 12. Februar 2020 bei N’Gagam fünf Zivilisten. Im Januar 2021 lebten nur noch 727 von Zwangsmigration betroffene Menschen im Dorf.

## Bevölkerung
Bei der Volkszählung 2012 hatte N’Gagam 670 Einwohner, die in 88 Haushalten lebten. Bei der Volkszählung 2001 betrug die Einwohnerzahl 61 in 12 Haushalten und bei der Volkszählung 1988 belief sich die Einwohnerzahl auf 78 in 14 Haushalten.

## Wirtschaft und Infrastruktur

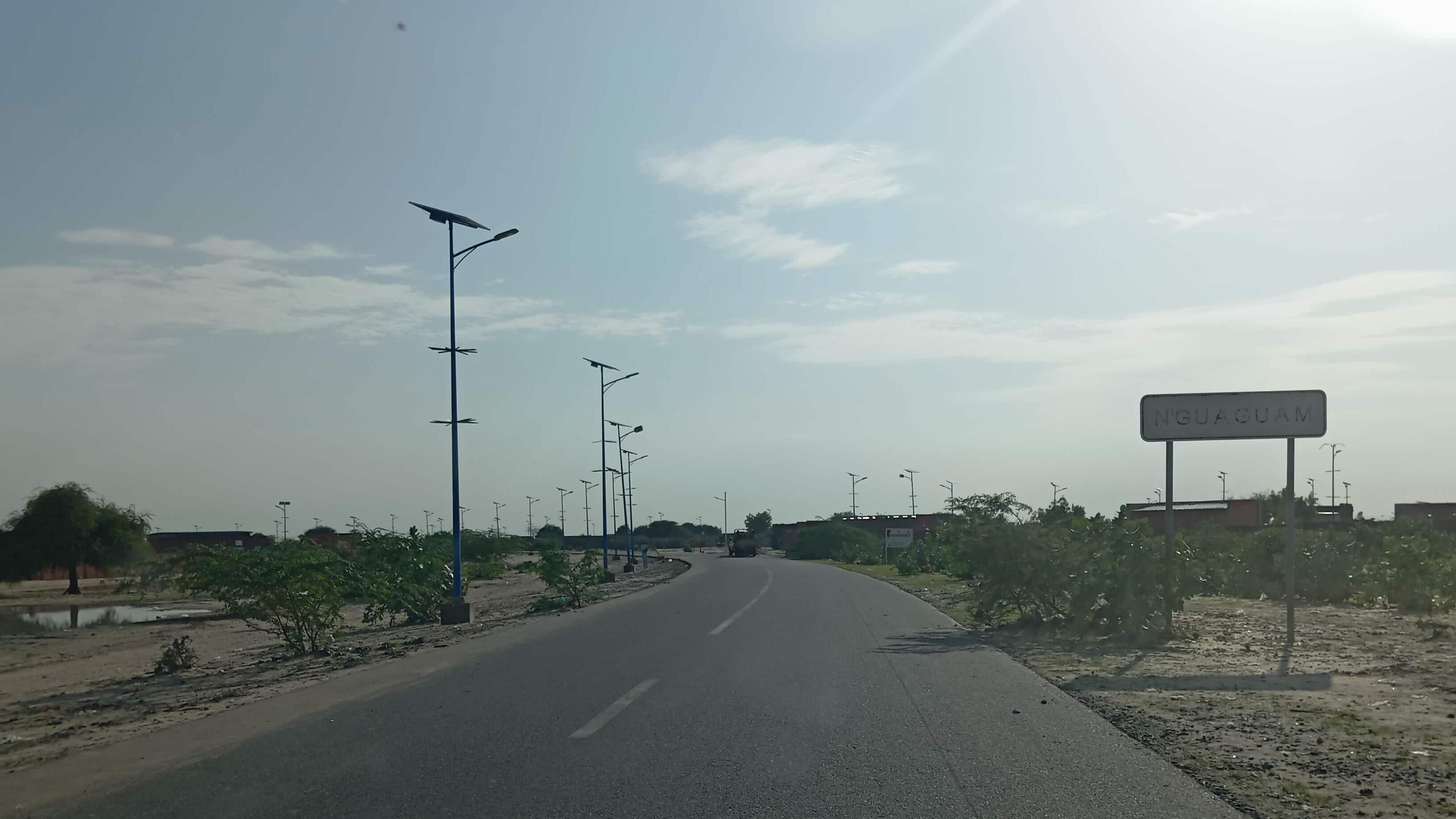
Ortstafel an der Nationalstraße 1 (2024)

Am Markt von N’Gagam wird Paprika gehandelt. Mit einem Centre de Santé Intégré (CSI) ist seit 2018 ein Gesundheitszentrum im Dorf vorhanden. Es gibt eine Schule. N’Gagam liegt an der Nationalstraße 1, der wichtigsten Fernstraße des Landes.